# Braxton Bragg
Pour les articles homonymes, voir Bragg.
Braxton Bragg (22 mars 1817 - 27 septembre 1876) est un soldat, officier de l'US Army puis général de l'Armée des États confédérés d'Amérique lors de la guerre de Sécession.
Il est né à Warrenton, en Caroline du Nord. Son frère, Thomas Bragg, est ministre de la Justice de la Confédération en 1861-1862.

## Carrière militaire
Diplômé de West Point en 1837, il est nommé second lieutenant. Il sert en Floride dans les guerres contre les Séminoles et prend part à l'occupation du Texas. Il se distingue lors de la guerre américano-mexicaine, où il est promu major pour sa bravoure et sa conduite exemplaire lors de la bataille de Monterrey (septembre 1846) puis lieutenant-colonel lors de la bataille de Buena Vista (février 1847). Il y gagne le respect de son supérieur, le général Zachary Taylor et l'amitié du colonel Jefferson Davis.
En janvier 1856, il quitte l'US Army pour devenir planteur en Louisiane.

## Guerre de Sécession
Colonel dans la milice de Louisiane, il est ensuite nommé brigadier général (brigadier general) le 7 mars 1861, puis général de division (major general) le 12 septembre 1861. Ses troupes sont bientôt connues comme les plus disciplinées des armées de la Confédération. Il commande à la bataille de Shiloh.
Promu général, l'un des sept que la Confédération ait connus, le 6 avril 1862, il commande l'armée du Mississippi, à la tête de laquelle il succède à Pierre Gustave Toutant de Beauregard. L'armée du Mississippi, rebaptisée armée du Tennessee en novembre 1862, est le principal corps d'armée de la Confédération qui opère entre les Appalaches et le Mississippi. À la tête de ses troupes, il envahit le Kentucky. Après quelques succès, il donne l'ordre de se retirer, ce qui lui vaut de sévères critiques de la presse et de certains de ses subordonnés. En décembre, il participe à la bataille de Stones River où il est tout près de défaire le général William S. Rosecrans, mais il ordonne une nouvelle fois la retraite le 3 janvier 1863.
Dès lors les dissension internes se manifestent au grand jour : tous les commandants de corps d'armée et de division expriment leur manque de confiance à l'égard de leur chef. Le général Leonidas Polk fait jouer ses relations politiques pour relever Bragg de son commandement. Plusieurs de ses subordonnés refusent d'obéir à ses ordres. Mais Jefferson Davis le maintient malgré tout à son poste.
Grâce à l'appui du général James Longstreet, il remporte une victoire, coûteuse, à la bataille de Chickamauga. Il fait ensuite le siège de la ville de Chattanooga où l'armée de l'Union s'est réfugiée. Renforcée par l'arrivée du général Ulysses S. Grant, l'armée de l'Union lève le siège de Chattanooga et les confédérés refluent vers la Georgie (novembre 1863).
"Général irascible et querelleur", peu apprécié par ses hommes auxquels il impose une discipline de fer, son attitude est une nouvelle fois dénoncée par Longstreet et Nathan Bedford Forrest. Pour finir, le président Jefferson Davis accepte la démission de Bragg et le remplace par le général Joseph E. Johnston.
En février 1864, Bragg est envoyé à Richmond, où, privé de poste de commandement, il est un conseiller militaire du président Davis. Il travaille à la réorganisation de l'effort de guerre de la Confédération. Il participe à la défense de Wilmington, Augusta, Savannah et Charleston.